# María Paulina Vega
María Paulina Vega Magaña (13 maart 1984) is een Chileens tafeltennisspeelster.
Zij nam namens haar land deel aan de Olympische Zomerspelen 2004 en 2020 maar won geen medailles.